# Longino Soto Pacheco
Longino Soto Pacheco (* 12. Oktober 1923; † 13. Oktober 2010 in San José) war ein costa-ricanischer Mediziner, Fußballfunktionär und Politiker.
Er schloss sein Studium der Medizin 1947 als Chirurg an der Universidad Autónoma de México ab. Anschließend spezialisierte er sich in den USA auf allgemeine Chirurgie, Herz-Kreislauf- und Thoraxchirurgie. Das Gründungsmitglied der Escuela de Medicina der Universidad de Costa Rica war am 8. März 1991 Leiter des Ärzteteams bei der ersten in Costa Rica durchgeführten Herztransplantation. Insgesamt nahm Soto Pacheco in seiner medizinischen Laufbahn an 25 Herztransplantationen teil. Der auch politisch aktive Costa Ricaner war zudem Präsident der Federación Costarricense de Fútbol. Unter seiner Präsidentschaft konnte sich die Nationalmannschaft seines Heimatlandes 1990 zum ersten Mal für eine Fußball-Weltmeisterschaft qualifizieren. Soto Pacheco starb im Alter von 87 Jahren im Hospital Clínica Católica und wurde auf dem Cementerio Montesacro in Curridabat beerdigt.